# Moerghob (stad)
Moerghob (Tadzjieks: Мурғоб; Russisch: Мургаб, Moergab), is de hoofdstad van het gelijknamige district Moerghob in de Tadzjiekse provincie Gorno-Badachsjan, tegen de grens met China en Afghanistan. De plaats telt ruim 11.000 inwoners.

## Geschiedenis
De stad werd in 1893 door de Russen als Pamirski Post gesticht als hun verste voorpost in Centraal-Azië. De moderne stad werd in het Sovjettijdperk gebouwd als verzorgingsplaats langs de M41-autoweg, in het Engels ook wel bekend als Pamir Highway.

## Geografie
De stad is gelegen in het onherbergzame Pamirgebergte aan de kruising van de Bartangrivier (die bijwijlen ook Moerghob wordt genoemd) met de M41 op 3650 m boven zeeniveau, en geldt daarmee als de hoogst gelegen stad van Tadzjikistan en van de hele voormalige Sovjet-Unie. Moerghob ligt aan de zuidelijke oever van de rivier, de brug die de rivier oversteekt ligt op 3612 m boven de zeespiegel.

## Demografie
Ongeveer de helft van de inwoners van Moerghob zijn Kirgiezen, de andere helft bestaat voornamelijk uit Pamiri.

## Vervoer
De M41 verbindt Moerghob met Kirgizië (Sary Taš en verder provinciehoofdplaats Osj) in het noorden en met de provinciehoofdstad Choroegh in het zuidwesten. Choroegh heeft een luchthaven vanwaar Tajik Air lijnvluchten uitvoert naar Doesjanbe. Een andere, recentere weg gaat via de Kulmapas de Chinese grens over richting Taxkorgan en Kashgar. Momenteel (2010) mogen echter enkel Chinese en Tadzjiekse burgers van deze grensovergang gebruikmaken. Door haar ligging aan verschillende belangrijke transitwegen is Moerghob een belangrijk handelscentrum maar ook een draaischijf voor de drugshandel.
De kentekencode voor Moerghob is 04PT.

## Bezienswaardigheden
- Monument ter herdenking van de Grote Vaderlandse Oorlog

Stad: Moerghob

Gemeenten: Alitsjoer · Gozjo Berdibojev · Karaköl · Qizilrabot · Rangköl